# Mercedes (kommunhuvudort i Argentina, Corrientes)
Mercedes är en kommunhuvudort i Argentina.   Den ligger i provinsen Corrientes, i den nordöstra delen av landet, 600 km norr om huvudstaden Buenos Aires. Mercedes ligger 96 meter över havet och antalet invånare är 30 649.
Terrängen runt Mercedes är platt. Det finns inga andra samhällen i närheten.
Trakten runt Mercedes består i huvudsak av gräsmarker. Runt Mercedes är det mycket glesbefolkat, med 4 invånare per kvadratkilometer.